# Камбюр (стадион)
Камбюр (нидерл. Cambuurstadion) — стадион в Леувардене, домашняя арена футбольного клуба «Камбюр».
Сооружение представляет собой футбольный стадион, без легкоатлетических беговых дорожек. Открытие состоялось 12 сентября 1936 года, первым соперником хозяев был ПСВ. В 1949 году на стадионе было уже три трибуны. Все четыре трибуны были накрыты козырьками к концу 1990-х годов, а вместимость — 10 250 мест.
Поскольку инфраструктура стадиона устарела, строится новый Kooi Stadion в западном Леувардене с вместимостью в 15 000 мест. Ожидаемое открытие нового стадиона датируется осенью 2024 года.